# Хуан Пельйон
Хуан Пельйон (ісп. Juan Pellón, 21 січня 1955) — іспанський хокеїст на траві.
Срібний призер Олімпійських Ігор 1980 року, учасник 1976 року.